# Morita Shigeru (Politiker)

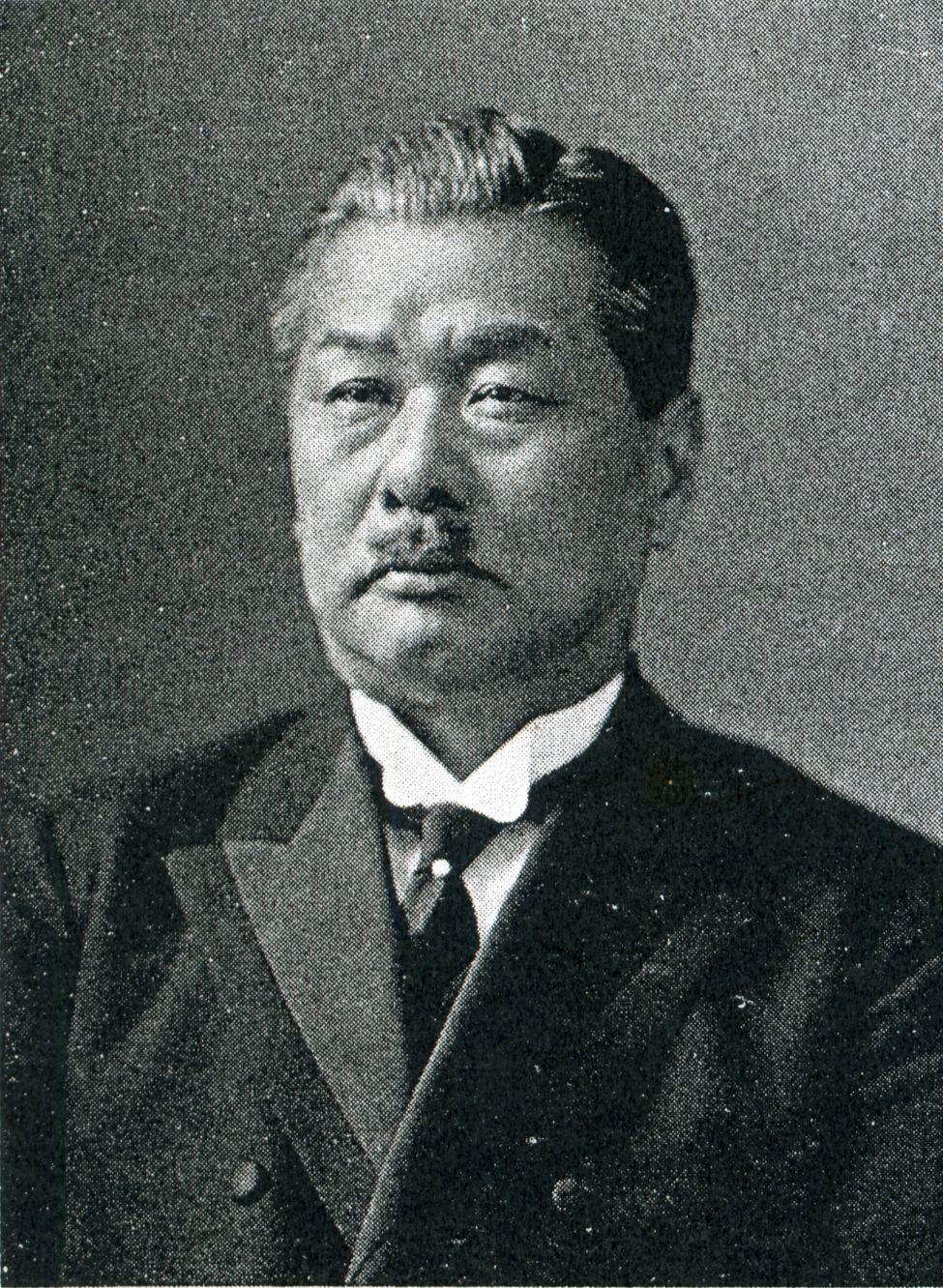
Morita Shigeru

Morita Shigeru (japanisch 森田 茂; geboren 19. September 1872 in Saoka (佐岡村) Landkreis Kami (香美郡) (Präfektur Kōchi); gestorben 30. November 1932) war ein japanischer Politiker.

## Leben und Wirken
Morita Shigeru machte seinen Abschluss in Tokio an der Ausbildungsstätte für Juristen „Meiji hōritsu gakkō“ (明治法律学校) und bestand 1892 die Prüfung als Rechtsanwalt. 1899 wurde er Abgeordneter in der Präfektur-Versammlung von Kōchi.
Ab 1901 wirkte Morita als Staatsanwalt am Bezirksgericht Kyōto (京都地方裁判所, Kyōto chihō saiban-sho), gab die Position aber schon nach einem Jahr auf und eröffnete ein Rechtsanwaltsbüro. 1911 wurde er in das Stadtparlament von Kyōto gewählt, dessen Präsident er später wurde. 1915 kam er über die Kenseikai ins Unterhaus und wurde sechsmal wiedergewählt. Am 4. Mai 1927 wurde er als Nachfolger von Kasuya Gizō Präsident des Unterhauses und hatte diese Position bis zum 21. Januar 1928 inne. Er nahm an Sitzungen der Interparlamentarischen Union teil und sah sich in Europa um. Ab Dezember 1931 war er Bürgermeister von Kyōto. Einen großen Teil seiner Arbeit widmete er der Zusammenführung der Elektrizitätswerke der Stadt.